# Nacional-bolxevisme

Bandera del Partit Nacional Bolxevic rus.

El nacional-bolxevisme és un corrent ideològic sorgit a la dècada de 1920 com un intent de combinar la lluita social anticapitalista amb el nacionalisme, tendència que va estar present en diversos moviments polítics alemanys i, en certa manera, a determinats membres del Partit Bolxevic rus.
Segons alguns autors, es tracta d'una ideologia essencialment feixista, d'altres el consideren a mig camí entre el feixisme i el leninisme, per la combinació de la seva glorificació de l'Estat com a guardià de la unificació de les tradicions nacionals amb la mobilització social i el col·lectivisme, propis d'un sistema socialista. Altres el consideren una simple fusió del socialisme amb el nacionalisme.
Sota aquesta denominació se situen partits i moviments del que s'ha anomenat «tercera posició», com el Partit Nacional Bolxevic rus, fundat i dirigit per Eduard Limónov, i la seva posterior escissió, denominada Front Nacional Bolxevic. Algunes fonts també consideren que existeixen elements nacionalistes i nacional-bolxevics en determinats sectors del Partit Comunista de la Federació Russa (fundat el 1993 a partir del PCUS), encara que en aquest cas no glorifiquin les «essències de la pàtriax sinó el «vitalisme heroic» del projecte soviètic.

## El nacional-bolxevisme alemany

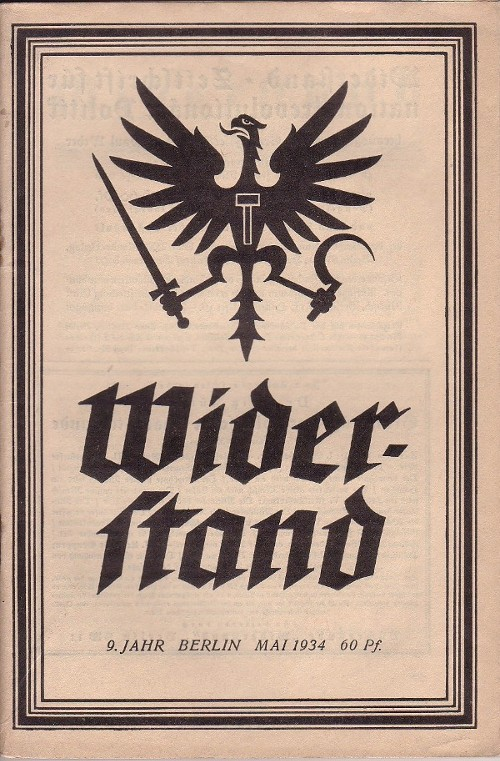
Símbol de Widerstand, un moviment sorgit en els anys 20 a Alemanya considerat precursor del nacional-bolxevisme actual.

El concepte «nacional-bolxevisme» es comença a fer servir a Alemanya com a terme despectiu per qualificar aquells que proposaven formar una aliança política entre l'URSS i el país teutó, argument que es va combinar amb expressions a favor d'un nacionalisme de caràcter revolucionari.
Les primeres expressions del nacional-bolxevisme alemany es donen entre 1918 i 1919, quan Fritz Wolffheim apel·la al poble a una «revolució alemanya» i, juntament amb Heinrich Laufenberg del Consell d'Obrers i Soldats d'Hamburg, dirigeixen una lluita frontal contra la Lliga Espartaquista i les forces de l'ordre de la naixent República de Weimar. Posteriorment, s'unirien al Gruppe Sozialrevolutionärer Nationalisten, un grup fundat per Karl Otto Paetel el 1930.
Una de les personalitats influents és Ernst Niekisch, membre de diverses agrupacions socialistes i al seu torn actor d'importància a la República Soviètica de Baviera, que, després de passar per la presó, adopta com a principi fonamental el nacionalisme i crea l'organització Widerstand, atraient a diversos intel·lectuals com Ernst Jünger. Prendrà com a eix de referència la cita «Esparta-Potsdam-Moscou». Ingressa a l'«Associació Russa per a l'Economia Planificada» (ARPLAN) i, el 1932, acusa a Adolf Hitler d'arrossegar Alemanya a l'abisme en el seu escrit Hitler: una fatalitat alemanya. Aquest llibre i les seves activitats contra el nazisme li comportarien l'internament a un camp de concentració durant els anys del III Reich, a més de la persecució dels membres de Widerstand.
També es van donar tendències properes al nacional-bolxevisme entre alguns membres del NSDAP com els germans Otto i Gregor Strasser, que van liderar l'anomenada «ala esquerrana» del partit. Posteriorment serien expulsats del NSDAP i passarien a teoritzar sobre les anomenades teories «nacional-revolucionàries».

## El nacional-bolxevisme rus
El nacional-bolxevisme sorgeix, segons alguns historiadors, entre els mateixos dies de la Revolució d'Octubre de 1917 i la formació oficial de l'URSS, després de la Guerra Civil Russa, el 1922. Ja al Partit Bolxevic existien tendències properes al nacionalisme, com les de Karl Radek.
Molts anys després, en els primers després del col·lapse del Bloc de l'Est, ressorgirien les idees nacional-bolxevics, amb importants teòrics i dirigents com Aleksandr Duguin o Eduard Limónov. Aquest últim fundaria l'any 1992 el Partit Nacional Bolxevic (NBP), que es troba il·legalitzat des de 2007 a Rússia.

## Actualitat

### Ideologia

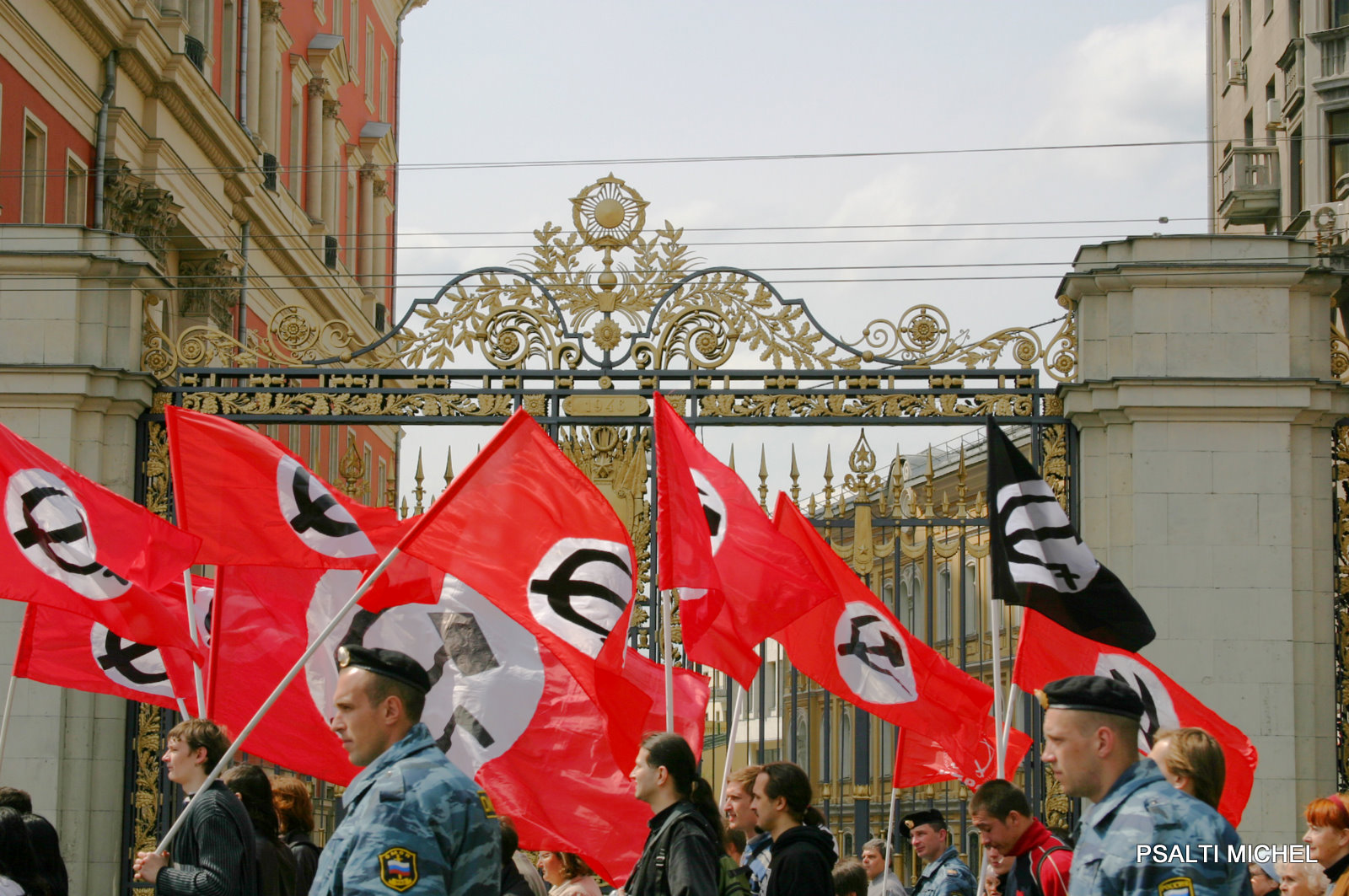
Participants en una manifestació nacional-bolxevic a Rússia en 2006.

El nacional-bolxevisme modern és un moviment dispar i de vegades contradictori, ja que es considera que integra els més diversos corrents polítics, principalment per les aliances que es van donar a Rússia entre l'extrema esquerra i l'extrema dreta. Alguns analistes consideren el nacional-bolxevisme modern com l'expressió de la unió del neofeixisme amb el comunisme soviètic, el qual hauria sorgit a la crisi intel·lectual viscuda a la Rússia soviètica des dels anys 80. Aquesta fusió ideològica amb personatges com Ziugànov i el seu estalinisme nacionalista buscaria la convergència entre dos sistemes polítics totalitaris oposats a la democràcia liberal i al lliure mercat. Alguns d'aquests moviments reprenen la figura de personatges com Enrico Ferri i Nicola Bombacci, que fou l'excomunista que va participar activament al govern feixista de la República Social Italiana i que va redactar al costat de Benito Mussolini i Alessandro Pavolini les lleis de la socialització feixista de 1944.
Cal citar inclús als qui s'inspiren principalment en els nacional-bolxevics de la dècada de 1920, com Eduard Limónov, i que reprenen la figura de Ernst Niekisch al costat de les d'altres intel·lectuals nacional-bolxevics russos de la mateixa època. Limónov, per exemple, és crític amb el que qualifica de feixisme en altres personatges que són considerats representants d'aquesta ideologia, com Aleksandr Dugin.
Molts d'aquests moviments nacional-bolxevics i alguns dels seus ideòlegs són principalment catalogats com a moviments tradicionalistes i esotèrics, com els seguidors de René Guénon, Julius Evola, Aleister Crowley o Joscelyn Godwin.
Alexandr Dughin resumeix així el nacional-bolxevisme: 
| « | Si alliberem el socialisme dels seus aspectes materialistes, ateistes i modernistes, si rebutgem els aspectes de la Tercera Posició com el racisme i el nacionalisme curt de mires, arribem completament a una nova ideologia política. L'anomenem la 'Quarta Teoria Política'. […] La seva elaboració comença al punt d'intersecció entre les diferents teoria antiliberals del passat (comunisme i Tercera Posició), acabant al nacional-bolxevisme, que representa el socialisme sense materialisme, l'ateisme, el progressisme, el modernisme i les teories de la Tercera Posició sense racisme ni nacionalisme. | » |